# Vissarion Jakovlevič Šebalin
Vissarion Jakovlevič Šebalin (in russo Виссарион Яковлевич Шебалин?) (Omsk, 11 giugno 1902 – Mosca, 29 maggio 1963) è stato un compositore russo.

## Biografia
I suoi genitori erano insegnanti. Studiò al liceo musicale di Omsk. Aveva 20 anni quando, seguendo il consiglio del suo professore, si recò a Mosca per sottoporre le sue prime composizioni a Glière e Mjaskovskij. Entrambi i compositori emisero un giudizio molto lusinghiero. Šebalin si diplomò al Conservatorio di Mosca nel 1928. La sua composizione di diploma fu la Prima Sinfonia, che l'autore dedicò al suo professore Nikolaj Mjaskovskij. Molti anni dopo dedicò anche la sua quinta e ultima sinfonia alla memoria di Mjaskovskij.
Negli anni venti Šebalin era membro dell'Associazione per la Musica Contemporanea (in russo Ассоциация Современной Музыки?, Associacija Sovremennoj Muzyki); era un partecipante del circolo informale dei musicisti di Mosca — "il gruppo di Lamm" — che si riuniva nell'appartamento di Pavel Lamm, un professore del Conservatorio di Mosca. Šebalin era un amico di Dmitrij Šostakovič, che dedicò a Šebalin il quartetto per archi n. 2.
Dopo il diploma del Conservatorio di Mosca, vi insegnò come professore e nel 1935 divenne anche capo della classe di composizione dell'Accademia russa di musica Gnessin. Negli anni molto difficili fra il 1942 e il 1948 fu direttore del Conservatorio di Mosca e il direttore artistico della Scuola Musicale Centrale di Mosca. Nel 1948 cadde vittima delle purghe di Ždanov contro gli artisti e piombò nell'oscurità. Fra i suoi studenti sono annoverati L. Auster, Ėdison Denisov, Grigorij Frid, Tichon Chrennikov, Karėn Chačaturjan, Aleksandra Pachmutova, Sofja Gubajdulina e altri. Šebalin fu uno dei fondatori e il presidente (1941-1942) dell'Unione dei Compositori Sovietici.
Šebalin fu uno dei compositori più acculturati ed eruditi della sua generazione; il suo stile serio e intellettuala e un certo approccio accademico alla composizione lo rendono simile a Mjaskovskij. Nel 1951 vinse il Premio Stalin.
Nel 1953, Šebalin ebbe un attacco cardiaco seguito da un altro infarto nel 1959 che ne compromise la facoltà di parola. L'autopsia post-mortem di Šebalin rivelò un danno nel lobo temporale e nel lobo parietale dell'emisfero sinistro. Il caso di Šebalin è quindi un caso di afasia senza amusia. Ciò nonostante, appena qualche mese prima della morte causata da un terzo infarto nel 1963, portò a compimento la sua quinta sinfonia, descritta da Dmitrij Šostakovič come "una brillante composizione creativa, densa di altissime emozioni, ottimistica e piena di vita".
Šebalin morì il 29 maggio 1963 e fu sepolto al Cimitero di Novodevičij accanto ai suoi professori e colleghi.

## Opere
Le composizioni di Šebalin abbracciano diversi generi musicali, fra i quali l'opera, le sinfonie, i quartetti per archi, trii e sonate, musica corale, romanze, canzoni, musica per drammi, sceneggiati radiofonici e film. Una delle composizioni più interessanti di Šebalin è l'opera Ukroščenie stroptivoj (Укрощение строптивой – "La bisbetica domata", da William Shakespeare) (1957). Scrisse un'altra opera Solnce nad step'ju (Солнце над степью – "Il sole sulla steppa", 1958) e la commedia musicale Ženich iz posol'stva (Жених из посольства– "Il fidanzato dall'Ambasciata"), (1942).  Portò a compimento anche l'opera La fiera di Soročincy di Modest Musorgskij nel 1930 e ricostruì un pas de deux da lungo tempo mancante da Il lago dei cigni di Čajkovskij grazie a un violinista "ripetitore" rintracciato nel 1953.